# Härma (Hiiumaa)
Koordinaten: 58° 48′ N, 22° 28′ O
Härma ist ein Dorf (estnisch küla) in der Landgemeinde Hiiumaa (bis 2017: Landgemeinde Emmaste). Es liegt auf der zweitgrößten estnischen Insel Hiiumaa (deutsch Dagö).

## Einwohnerschaft und Lage
Härma hat heute 8 Einwohner (Stand 31. Dezember 2011).
Das Dorf liegt direkt am Ostseestrand.